# Новий План
Новий План — центральний масив міста Кам'янця-Подільського.

## Розташування
Займає площу великого прямокутника, обмеженого вулицею Шевченка – на заході, проспектом Грушевського – на сході, Північною вулицею – на півночі та вулицею Годованця на півдні. Цей мікрорайон є зоною, яка зістиковує між собою інші два мікрорайони – Руські та Польські фільварки.
Новий план має чітку геометричну структуру, яка збереглася досі: це мережа з 5 меридіанів (довгих паралельних вулиць, що пролягли з півночі на південь) і 15 паралелей (коротких паралельних вулиць, що пролягли із заходу на схід). З 15-ти паралелей центральною є вулиця Князів Коріатовичів, на північ і на південь від неї проходить по 7 паралелей: вулиці Соборна, Данила Галицького, Драгоманова, Івана Мазепи, Героїв Небесної Сотні, Ярослава Мудрого, Північна –  на північ від вулиці Князів Коріатовичів, а також вулиці Симона Петлюри, Гунська, Драй-Хмари, Сіцінського, Гагенмейстера, Пановецька та Годованця – на південь від неї. На півночі Нового плану є також 4 провулки.

## Історія
Забудову Нового плану розпочали в ХIХ столітті. Однією з перших вулиць, які з’явилися за межами Старого міста, була сучасна вулиця Шевченка. Спочатку вона у зв’язку з облаштуванням Нового бульвару, тобто парку, так і називалася – Новобульварна.
Активно ж розростатися нова частина міста почала одразу після зведення Новопланівського мосту через каньйон річки Смотрич, яке завершили в червні 1873 року. Урочисто відкритий 19 січня 1874 року, міст став своєрідним архітектурним каталізатором для подальшої розбудови Кам’янця-Подільського.